# Mr. Lisa Goes to Washington
«Mr. Lisa Goes to Washington» (с англ. — «Лиза едет в Вашингтон») — второй эпизод третьего сезона мультсериала «Симпсоны», премьера которой состоялась 26 сентября 1991 года.
Данный эпизод, рассматривавший важные злободневные темы, в частности, коррупцию в политических кругах, является одним из самых любимых для Мэтта Грейнинга, создателя сериала, заявлявшего, что этот эпизод поднял «Симпсонов» на другой уровень. Также в этом эпизоде впервые появился Джордж Буш — старший.

## Сюжет
Гомер, просматривая почту, увидел письмо, в котором было написано, что он выиграл $1 000 000, после чего он пошёл в банк, чтобы получить эти деньги, но чек оказался «липой». Расстроенный Гомер возвращается домой и Мардж предлагает почитать ему вестник читателя, который тоже был в присланной почте. Сначала отказавшись, Гомер потом очень заинтересовался им: через некоторое время он вычитал оттуда информацию о государственном конкурсе эссе на тему «США». Гомер не обратил на конкурс внимания, но им заинтересовалась Лиза: она написала эссе «Корни демократии», которое прошло городской тур, и Лиза попала на итоговый этап соревнования.
Приехав вместе с родителями и со своим братом — Бартом в Вашингтон, в отель Уотергейт, Лиза познакомилась во время экскурсии по зданию Конгресса США с сенатором Бобом Арнольдом, который сказал Лизе, что она — деятель и, возможно, в будущем станет сенатором.
Ночью перед финальным выступлением Лиза не могла заснуть и решила посетить мемориал, посвящённый борцу за права женщин Винифред Хоуи и там увидела Боба Арнольда, бравшего взятку за согласие на вырубку спрингфилдского леса. Расстроенная Лиза решила написать новое эссе, «Клоака на Потомаке», в котором разоблачает коррупцию в США и, в частности, Боба Арнольда. Это эссе вызвало фурор на конкурсе и Боба Арнольда арестовали. Хотя Лиза не победила в конкурсе, она вновь поверила в демократию.

## Производство
Сценарий эпизода написан Джорджем Майером, а режиссёром выступил Уэсли Арчер. Впервые наравне с Джеймсом Бруксом, Мэттом Грейнингом и Сэмом Саймоном в качестве исполнительных продюсеров выступили также Эл Джин и Майк Рейес. Эта команда подошла к делу очень серьёзно, сценарий эпизода переписывался несколько раз.
На Уэсли Арчере, который был режиссёром эпизода, лежала большая ответственность, так как данный эпизод был одним из первых, где Симпсоны перемещаются в другое реально существующее место — Вашингтон. В связи с этим художникам пришлось включить в анимацию несколько реальных локаций. Им очень помог один из работников сериала Дэвид Сильверман, родившийся в Вашингтоне. Позже Эл Джин писал, что основной успех «Симпсонов» заключается в возможности использования опыта, полученного авторами сериала из примеров личной жизни. Он также заявлял: «„Лиза едет в Вашингтон“ — один из примеров создания эпизодов в таком стиле».

## Отношение критиков и публики

### Рейтинги и отзывы критиков об эпизоде

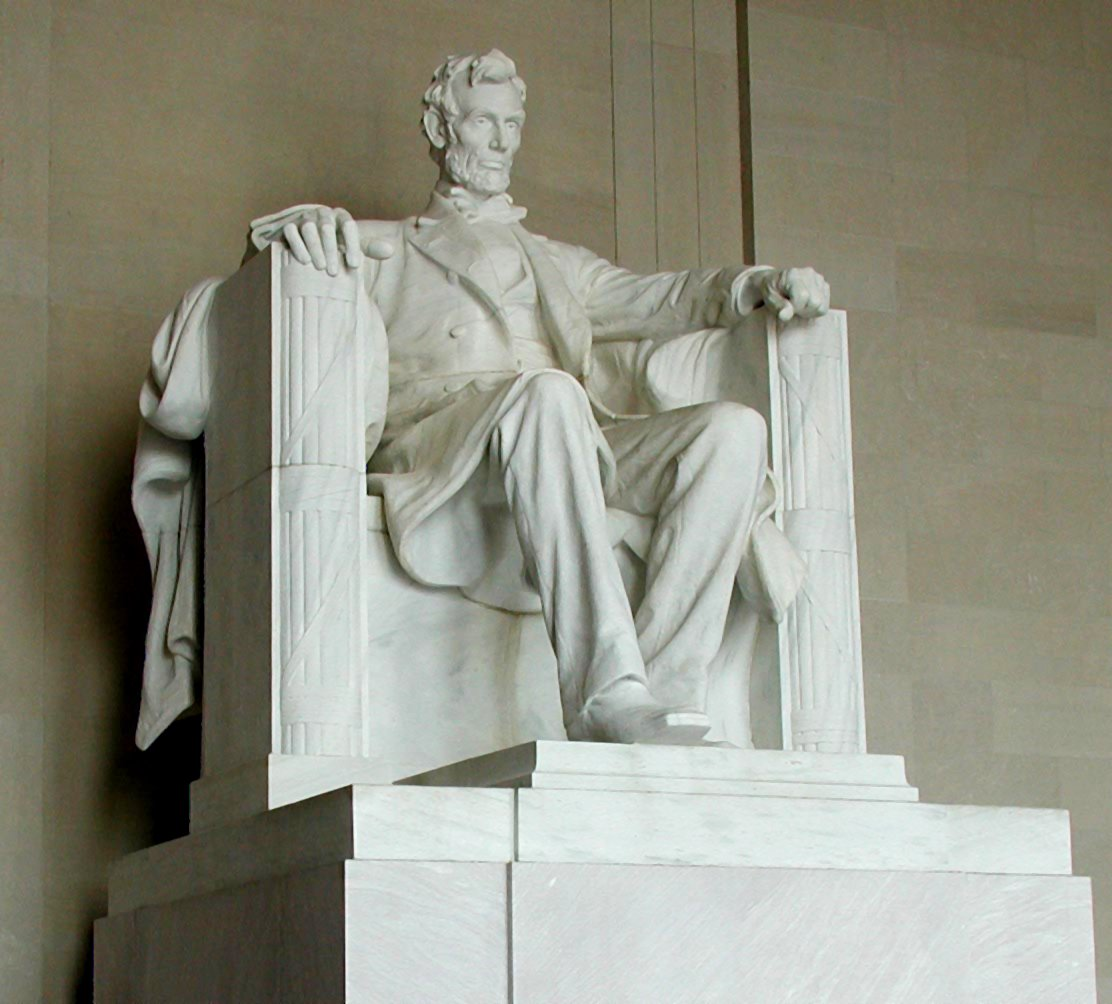
Лиза пришла просить совета у Авраама Линкольна к его мемориалу, но не смогла подойти к нему из-за толпы

Эпизод получил Рейтинг Нильсена 12,9 и был 36-м по рейтингу среди всех передач недели, его посмотрели 11,9 миллионов человек. На канале Fox эпизод был третьим по рейтингу после сериала «Женаты… с детьми» и скетч-шоу «В живом цвете». Позже эпизод был включён в сборник 1999 года «Лучшее из Симпсонов».
Эпизод в основном получал положительные отзывы критиков. Например, Сара Калп из газеты «The Quindecim» и Джим Шембри из журнала «The Age» включили эпизод в список лучших, а авторы книги «Неужели это увеличенный и дополненный гид о Симпсонах» (англ. «Can’t Believe It’s a Bigger and Better Updated Unofficial Simpsons Guide») Уорен Мартин и Адриан Вуд хвалили эпизод за концентрацию действия вокруг Лизы, а также обратили внимание на сцену общения Лизы со статуей Томас Джефферсона и своеобразного видения ей американских конгрессменов в качестве свиней, которых Дядя Сэм кормит долларами.
Найт Мейерс из «Digitally Obsessed» дал эпизоду оценку 4+ из 5 и охарактеризовал эпизод как «цельный, с острыми замечаниями и наблюдениями о политике». Также он отметил появление Барбары Буш в эпизоде.
Стивен Стейн из «Austin American-Statesman» заметил, что это был первый эпизод «Симпсонов», который он смотрел. Несмотря на то, что он не понял половины культурных отсылок, к концу эпизода он стал фанатом сериала. Он писал: «есть нечто экзотичное в том, что такая серьёзная проблема, как коррупция обсуждается в мультфильме да к тому же прерывается шутками, пивом и пончиками».
Эпизод хвалили за политическую сатиру. Билл Гиброн из «DVD Verdict» назвал эпизод «хлёсткой политической сатирой, спрятанной за личину детского конкурса. Таким же эмоциональным и логичным должен быть весь сезон». Далее он писал: «За громкими слов „Вестника читателя“ и стереотипными речами участников конкурса всё равно слышна правда, которая неприятна для Вашингтона — столицы нашего государства».
Брюс Вилсон писал на сайте «Cinema Blend»: «В этом эпизоде наконец-то появилась жёсткая политическая сатира. Авторы сериала в пух и прах раскритиковали Джорджа Буша — Старшего и его администрация. Позже он будет поливать сериал грязью».
Были и отрицательные отзывы. К примеру, Колин Якобсон писал, что конец серии не соответствует смыслу эпизода, а это говорит о неустойчивости сериала.

### Анализ темы коррупции и государственных проблем

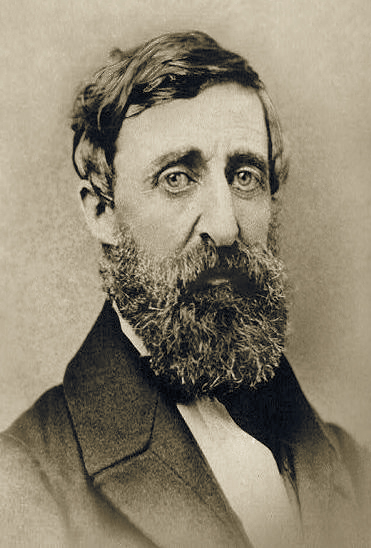
Гюнтер Бэк — лектор из DAAD из университета Хайфы сравнивал Лизу с американским поэтом Генри Торо.

Кроме отзывов о теме коррупции в эпизоде было написано несколько статей, в которых авторы анализируют тему и финал эпизода, не притязая на оценивание эпизода. Так Майкл Битцер в книге Джозефа Фоя и Стенли Шульца «Гомер Симпсон едет в Вашингтон: американская политика и популярная культура» (англ. «Homer Simpson goes to Washington: American politics through popular culture ») писал, что эпизод сочетал в себе преимущества, недостатки и различие мнений американской политики, а также американскую мечту. Он также заметил, что с помощью «квалифицированного» использования сатиры авторам сериала удалось проникнуть в суть американской политики и общественного мнения относительно её, а в более широком смысле — общества.
Пол Кантор в своей книге «Развязка Гэллигана: Поп-культура в эпоху глобализации» (англ. «Gilligan Unbound: Pop Culture in the Age of Globalization») писал, что он поражён тем, сколь велико желание применить в эпизоде едкую сатиру на национальную политику, и что она разрушает устои федерального правительства, патриотические мифы, обуславливающие легитимность данной власти. «Как смешно, — писал Кантор, — смотрятся после такой сатиры все эти фальшивые конкурсы, в которых дети соревнуются в прогосударственных речах, и которые воспитывают в них патриотизм».
Бенедикт Андерсон в своей книге «Призрак сравнений» (англ. «The Spectre of Comparisons»), упоминая о моменте, когда Лиза, узнав об аресте Боба Арнольда, заявила: «система работает», писал: «Грейнинг, допускает, что публика, которой он так угождал, всё равно не верит в то, что система работает. Зачем же вообще было показывать патриота, который к тому же является маленькой, глупой, сбитой с толку девочкой. Наверное, потому что он хочет казаться дающим Америке второй шанс, а Лиза подтверждает его намерения».
Гюнтер Бэк — лектор из DAAD и центра изучения Германии и Европы в университете Хайфы сравнивал Лизу с американским поэтом Генри Торо. Они писал: «Лиза борется с равнодушием общества к той политической системе, которую критиковал ещё Торо», — и обратил особое внимание на тот факт, что она не поступилась принципами в угоду общественному мнению. «В конечном итоге её храбрый поступок заставляют сенаторов вновь выполнять свои обязательства, и она может с гордостью заявить, что система действительно работает», — продолжает Бэк. Торо в отличие от Лизы верит не в систему, а в людей, способных собственными поступками создавать и реализовывать демократию.

### Реакция представителейдеревообрабатывающей индустрии
…Вместо того чтобы разобраться в проблеме с подлинным волнении о матери — Земле, вы свалили всю вину на людей, чьё преступление — быть рождённым в городе с лесообрабатывающими предприятиями…
Согласно журналисту «The Plain Dealer» Родни Фергюсону представители деревообрабатывающих компаний были оскорблены тем, как один из представителей этой отрасли промышленности предлагает Бобу Арнольду взятку, чтобы тот дал разрешение на вырубку леса. Представители коалиции лесной промышленности Орегона буквально засыпали продюсеров сериала звонками и письмами с протестами. Они заявляли, что продюсеры использовали шаблонный образ бизнесмена, не задумывающегося о природе.
Карен Кларк, клерк одной из таких компаний, заявил: «в сериале мы были показаны жадными взяточниками, а не теми, кем мы обычно являемся — отцами, матерями, полноправными членами общества».
Люк Попович — вице-президент Американского лесного совета — раскритиковал эпизод. Он писал: «Нечёткие характеристики в шоу, пусть и политкорректные, — продукты мышления Голливуда, неглубоко вдающиеся в проблему, зато приносящие хорошие рейтинги».
Мэтт Грейнинг ответил на критику эпизода в интервью журналу TV Guide, где он заявил, что он исследовал влияние вырубки лесов на климатические проблемы, и оно действительно ужасающее. На это активистка Джэки Ланг, поддерживающая представителей древесной промышленности, сказала, что она была шокирована ответом Грейнинга и что «он пожалеет о том, что сделал это».
На защиту Грейнинга встал один из продюсеров сериала Джейк Хоган, заявивший: «Эпизоды — это маленькие истории, комедии, которые просто смешат людей». Позже Грейнинг сделал другое заявление: «Недавно несколько деревообрабатывающих компаний объединились с атомными корпорациями, а правые и республиканцы критикуют „Симпсонов“. Мы должны сделать что-то правильное. И, кстати, „Симпсоны“ — всего лишь мультсериал, а не журнал „60 Minutes“. И ещё, в эпизоде появился лоббист-нефтяник, не говорите об этом представителям нефтяных компаний».
В тот же день, когда Грейнинг сделал второе заявление, представитель «Симпсонов» Антония Кофман была приглашена менеджером по продажам лесозаготовительной компании «Hull-Oakes Lumber Co.» Вейном Гииси на встречу с «ответственным руководством компании». По заявлению Гииси основной целью визита был показ того, как заготавливается и производится продукция, какие товары производятся и как вновь высаживаются деревья для будущих поколений. «Большинство деревообрабатывающих компаний заинтересовано в сбалансированной программе», — заявил он.
Дэвид Рейнхард из «The Oregonian» писал: «остряки из Голливуда всегда могут выставить в шоу группу американцев глупыми… в частности, если это шоу — мультфильм. И пусть реакция коалиции лесной промышленности Орегона была чересчур сильной, основная мысль эпизода и высказывания Грейнинга сходны с Голливудом и массовой культурой вообще, причём они зачастую чужды основным ценностям большинства американцев». Роберт и Линда Лихтеры в ходе исследования обнаружили, что 89 % бизнесменов из шоу, так или иначе связанных с этой темой, — жулики и лжецы.

## Культурные отсылки
- Название эпизода Mr. Lisa Goes to Washington является отсылкой к названию фильма 1939 года «Мистер Смит едет в Вашингтон» (англ. Mr. Smith Goes to Washington), главный герой которого, мистер Смит, едет в Вашингтон с чувством патриотизма, но приехав, глубоко возмущён явной коррупцией. Другой отсылкой к этому фильму является обращение Лизы к статуе Авраама Линкольна. Она просит Эйба о помощи, об этом же просил и Мистер Смит в фильме. Название серии было вновь обыграно в эпизоде 14-го сезона «Симпсонов» «Красти едет в Вашингтон»[2].
- Среди других достопримечательностей Вашингтона, посещённых Симпсонами были: мемориал Джефферсону, отель «Уотергейт», Центр изобразительных искусств им. Джона Кеннеди, Белый дом, Национальный аэрокосмический музей, Монумент Вашингтону. В серии также упоминается гора Рашмор.
- Когда продажный сенатор говорит Лизе, что в будущем она может стать сенатором, Лиза замечает, что на данный момент в Сенате всего две женщины. На тот момент в Сенате действительно было только две женщины-сенатора[3].
- Мемориал Уинифред Хоуи, который Лиза посещает в день финального выступления, не существует, как не существовала и сама Уинифред Хоуи, и монета в 75 центов, на которой она якобы была изображена. Хоуи — отсылка к известному американскому борцу за права женщин Сьюзен Энтони, чей профиль позже действительно был изображён на монете в один доллар[2].
- Человек, играющий на пианино в перерывах в финальном конкурсе — пародия на известного американского комедианта-сатирика Марка Рассела[2].
- Журнал, прививший Гомеру любовь к чтению, весьма напоминает издание «Ридерз дайджест».